# Rombaksbotn
Rombaksbotn (nordsamisk: Ruoppatbahta) er den indre del af fjorden Rombaken i Narvik kommune i Nordland fylke i Norge.
Navnet betegner fjorden øst for Straumen, hvor Rombaksbroen krydser, og ni kilometer ind til fjordbunden, hvor afstanden til den svenske rigsgrænse kun er ca. 8,2 km. Den trange fjord er klemt mellem høje fjelde, deriblant Haugfjell på nordsiden samt Langryggen og Sildviktinden på sydsiden. Rombakselven kommer fra øst gennem en trang dal med har udløb i fjordbunden, hvor der tidligere også var en større bebyggelse.

## Historie
- I ældre tid lå det to gårde i Rombaksbotn.
- Mellem 1898 og 1903, mens man byggede Ofotbanen, var der en hektisk anlægsby i fjordbunden med omkring 500 fastboende.
- En række av husttomterne blev revet væk under en oversvømmelse i 1959 da jernbanedæmningen i Sørdalen brast og skabte oversvømmelse i Rombakselven.

### Skibsvrag i Rombaksbotn
Den 13. april 1940, under det andet søslag om Narvik, blev fire tyske jagere Berndt von Arnim, Hans Lüdemann, Wolfgang Zenker og «Georg Thiele» sat på grund i Rombaksbotn. Marinegasterne fra dem flygtede op anlægsvejen og gjorde tjeneste under det to måneder lange slag med erobrede norske våben. Efter krigen blev de tre jagere en turistattraktion, og hvert forår blev hagekorset påmalet igen for at være synlig fra togtrafikken på Ofotbanen. I 1950'erne blev jagerne hugget op, med undtagelse af «Georg Thiele» som fremdeles ligger med bugen i været ud for kraftværket i Sildvik.

### Rallarvejen og «Svarta-Bjørn»
Siden 1987 har Jernbanens Musikkorps i Narvik arrangeret en årlig Svarta Bjørn-march som går langs Rallarvejen fra Bjørnfjell eller Katterat og ender i Rombaksbotn.